# Аритмија (албум)
Аритмија је четврти албум вировитичке рок групе Ватра који је објавила дискографска кућа Далас рекордс 2006. године. Албум садржи десет песама.

## Песме
1. „Аритмија” (3:33)
2. „Бољег за себе” (2:57)
3. „Руска” (3:03)
4. „Морнарска мајица” (4:19)
5. „Лак за нокте” (3:23)
6. „Глупост” (3:29)
7. „Miss” (1:54)
8. „Приватни пакао” (3:17)
9. „Омерта” (4:41)
10. „Крај представе” (2:48)

## Извођачи
- Иван Дечак — вокал, ритам гитара
- Крунослав Ивковић — електрична гитара, акустична гитара
- Борис Гудин — бас-гитара
- Ирена Целио — клавијатуре, пратећи вокали
- Марио Роберт Касумовић — бубњеви